# Bare (album)
Bare – album brytyjskiej wokalistki Annie Lennox, wydany w 2003 roku.

## Ogólne informacje
Bare to trzeci solowy album Lennox. Dotarł do miejsca 3. w Wielkiej Brytanii i miejsca 4. w USA. W obu tych krajach uzyskał status złotej płyty. Album był także dostępny w wersji z płytą DVD, która zawierała wywiady i akustyczne wersje piosenek. Utwór "Pavement Cracks" został później zmixowany przez grupę Gabriel & Dresden
Z albumu wydano trzy single promocyjne. Wszystkie one osiągnęły szczyt amerykańskiej listy tanecznej.

## Lista utworów
1. "A Thousand Beautiful Things"
2. "Pavement Cracks"
3. "The Hurting Time"
4. "Honestly"
5. "Wonderful"
6. "Bitter Pill"
7. "Loneliness"
8. "The Saddest Song I've Got"
9. "Erased"
10. "Twisted"
11. "Oh God (Prayer)"

## Pozycje na listach sprzedaży
| Kraj              | Pozycja |
| ----------------- | ------- |
| Wielka Brytania   | 3       |
| Stany Zjednoczone | 4       |
| Kanada            | 3       |
| Irlandia          | 23      |
| Niemcy            | 5       |
| Austria           | 17      |
| Szwajcaria        | 7       |
| Francja           | 34      |
| Włochy            | 7       |
| Holandia          | 18      |
| Belgia            | 15      |
| Dania             | 13      |
| Szwecja           | 29      |
| Norwegia          | 16      |
| Polska            | 9       |
| Australia         | 10      |

## Single
- 2003: "Pavement Cracks"
- 2004: "A Thousand Beautiful Things"
- 2004: "Wonderful"